# Like Wendy
Like Wendy is een Nederlandse muziekgroep op het gebied van progressieve rock en neoprog. 
De band genoemd naar de boselven Laiquendi van J.R.R. Tolkien kwam in de golf van de vernieuwing van de progressieve rock in de jaren negentig. De stroming leidde toen een teruggetrokken bestaan, men moest op een enkeling daargelaten niet rekenen op hoge verkoopcijfers. Like Wendy werd opgericht als een band met meerdere leden, maar vanaf het eerste album is Bert (Martien) Heinen het enige lid.
Zoals gebruikelijk in die tijd begon ook Like Wendy met het uitgeven van muziek op muziekcassette (en eventueel CD-r); het laten persen van compact discs was te duur en niet lonend. Na een vliegende start rond 1995 kwam er met Endgame uit 2005 een kink in de kabel, pas veel later vond een herstart onder Like Wendy plaats.
Na Endgame probeerde Heinen zijn muziek naar het podium te krijgen. De muziek begon daar van de progressieve rock af te wijken, waardoor hij voor een nieuwe bandnaam koos Atlantic. Hun single Control zou het enige populariteit krijgen, maar onvoldoende om de hitparades te bestijgen. Combineren van werkzaamheden en een hobbyband bleek niet altijd mogelijk. Na Atlantic kwam er The Popes met optredens tussen 2008 en 2012 en Aircrash. Er kwam ook een “soloalbum” uit onder de titel Panic room, dat uiteindelijk zou leiden tot This beautiful lie. 
Doorstart met The fisher met het thema Zuiderzee en visserij kwam weer na vragen over waarom Panic room niet als een album van Like Wendy werd uitgegeven. Toen de verbinding eenmaal bekend werd via Bandcamp kwam de vraag naar ouder en ook nieuw materiaal op gang.  

## Discografie
- 1995: The Tower (eigen beheer), uitgave op muziekcasette (heruitgave in 1995 op CD-r en in 2020 opnieuw als CD-r)
- 1996: Dream of the falcon (eigen beheer), CD-r LWCD1)
- 1998: The storm inside
- 1999: Rainchild
- 2000: Tales from moonlit bay
- 2002: Summer in Eden
- 2003: Homeland
- 2005: Endgame
- 2021:  The fisher
- 2023: This beautiful lie